# Tour de Suisse 1974
Die 38. Tour de Suisse fand vom 13. bis 21. Juni 1974 statt. Sie wurde in elf Etappen und einem Prolog über eine Distanz von 1.559,1 Kilometern ausgetragen.
Gesamtsieger wurde der Belgier Eddy Merckx. Die Rundfahrt startete in Gippingen mit einem Einzelzeitfahren als Prolog und 79 Fahrern, von denen 56 Fahrer am letzten Tag in Olten ins Ziel kamen.

## Etappen
| Etappe     | Tag      | Start – Ziel              | km    | Etappensieger  | Gesamtwertung |
| ---------- | -------- | ------------------------- | ----- | -------------- | ------------- |
| Prolog     | 12. Juni | Gippingen (EZF)           | 9,6   | Eddy Merckx    | Eddy Merckx   |
| 1. Etappe  | 13. Juni | Zurzach – Diessenhofen    | 157   | Enrico Paolini | Eddy Merckx   |
| 2. Etappe  | 14. Juni | Diessenhofen – Eschenbach | 193   | Eddy Merckx    | Eddy Merckx   |
| 3a. Etappe | 15. Juni | Eschenbach – Valbella     | 110,5 | Franco Bitossi | Eddy Merckx   |
| 3b. Etappe | 15. Juni | Lenzerheide (BZF)         | 8,4   | Franco Bitossi | Eddy Merckx   |
| 3c. Etappe | 15. Juni | Lenzerheide (BZF)         | 4,2   | Gonzalo Aja    | Eddy Merckx   |
| 4. Etappe  | 16. Juni | Lenzerheide – Bellinzona  | 179   | Enrico Paolini | Eddy Merckx   |
| 5. Etappe  | 17. Juni | Bellinzona – Naters       | 165   | Gonzales Aja   | Eddy Merckx   |
| 6. Etappe  | 18. Juni | Naters – Lausanne         | 201   | Franco Bitossi | Eddy Merckx   |
| 7. Etappe  | 19. Juni | Lausanne – Grenchen       | 177   | Enrico Paolini | Eddy Merckx   |
| 8. Etappe  | 20. Juni | Grenchen – Fislisbach     | 197   | Enrico Paolini | Eddy Merckx   |
| 9a. Etappe | 21. Juni | Fislisbach – Olten        | 137   | Franco Bitossi | Eddy Merckx   |
| 9b. Etappe | 21. Juni | Olten (EZF)               | 24,6  | Eddy Merckx    | Eddy Merckx   |